# Cách mạng Hoa hồng
Cách mạng Hoa hồng (tiếng Gruzia: ვარდების რევოლუცია - chuyển tự là: vardebis revolutsia) là cuộc cách mạng lật đổ Eduard Shevardnadze, nhà lãnh đạo lâu năm của Gruzia. Hơn 100.000 người đã tập trung trên các đường phố Tbilisi trong tháng 11 năm 2003 để phản đối kết quả cuộc bầu cử quốc hội, sau đó tiến vào quốc hội khiến Shevardnadze phải bỏ chạy rồi từ chức vào ngày 23 tháng 11 năm 2003. Mikhail Saakashvili, người có quan hệ thân phương Tây, sau đó đã lên nắm quyền và tuyên bố đưa Gruzia ra khỏi chiếc bóng của Nga. Đây là cuộc cách mạng màu đầu tiên tại các nước cộng hoà thuộc Liên Xô cũ. Các cuộc biểu tình rầm rộ ở Ukraina và Kyrgyzstan sau đó cũng giúp những nhân vật theo tư tưởng cải cách lên nắm quyền.
Gruzia đã tổ chức cuộc bầu cử quốc hội vào ngày 2 tháng 11 năm 2003. Tổng cộng có 235 ghế tại quốc hội trong đó 135 sẽ được quyết định bởi một hệ thống danh sách đảng trên toàn quốc tỷ lệ và 85 ghế quyết định bởi cuộc bầu cử "số đông" trong đó người chiến thắng "đa số phiếu tương đối" (tiếng Anh: first past the post) sẽ được quyết định trong mỗi 85 đơn vị bầu cử Gruzia. Ngoài ra, một cuộc trưng cầu dân ý toàn quốc đã được tổ chức để quyết định liệu trong quốc hội tương lai số lượng dân biểu có nên được giảm còn 150 người hay khong. Cử tri sử dụng một lá phiếu riêng biệt cho mỗi trong tổng số ba đợt bầu cử này, gấp các phiếu lại với nhau và đặt các phiếu trong một phong bì duy nhất mà sau đó được đưa vào thùng phiếu. Đây không phải là một cuộc bầu cử tổng thống vốn được lên kế hoạch diễn ra vào mùa xuân năm 2005, khi hết thời hạn nhiệm kỳ thứ hai và cũng là cuối cùng của Tổng thống Shevardnadze.
Tuy nhiên, những thất bại liên tiếp sau đó của những lãnh đạo thân phương Tây gồm Viktor Yushchenko năm 2009-2010, giúp nhà chính trị thân Nga Viktor Yanukovych làm Tổng thống Ukraina, khiến bà Yulia Tymoshenko, Thủ tướng Ukraina lúc đó bị vào tù; Bạo động Kyrgyzstan năm 2010 nhằm lật đổ Tổng thống thân phương Tây Kurmanbek Bakiyev và đưa một người thân Nga khác Almazbek Atambayev làm Tổng thống Kyrgyzstan và thất bại của Mikheil Saakashvili trong cuộc bầu cử Quốc hội trước tỷ phú thân Nga Bidzina Ivanishvili năm 2012 đã lộ ra những yếu kém chưa từng có tiền lệ của chính phủ thân phương Tây do Hoa Kỳ đỡ đầu: lạm phát, tham nhũng, bất bình đẳng và thậm chí là vấn đề nhân quyền. Tổng thống Nga Vladimir Putin đã nói sau những vụ việc này: "Họ đã theo con đường thân Tây, và giờ họ đã được người dân tặng quà." Chính quyền Hoa Kỳ coi những sự việc này là "ngoài dự đoán".